# Antoine de Saint-Exupéry
Antoine Marie Jean-Baptiste Roger de Saint-Exupéry (Lió, França, 29 de juny de 1900 - Desaparegut en accident d'aviació al sud de França durant la guerra, 31 de juliol de 1944), va ser un escriptor, poeta i aviador francès.
Nascut en una família procedent de la noblesa francesa, Antoine de Saint-Exupéry va tenir una infantesa feliç malgrat la mort prematura del seu pare. Alumne poc brillant, va acabar tanmateix el seu batxillerat el 1917 i, després del seu fracàs a l'Escola naval, es va orientar cap a les belles arts i l'arquitectura. Durant el seu servei militar el 1921 es fa pilot, i va ser contractat el 1926 per la companyia Latécoère (futura Aeropostal) per transportar el correu de Tolosa de Llenguadoc al Senegal, abans d'arribar fins a Amèrica del Sud el 1929. Paral·lelament va publicar, inspirant-se en les seves experiències d'aviador, les seves primeres novel·les: Correu del Sud el 1929 i Vol de nit el 1931, amb la qual va obtenir un gran èxit.
A partir del 1932, el seu empresari entra en un període difícil i Saint-Exupéry es va dedicar més a l'escriptura i al periodisme. Va realitzar grans reportatges al Vietnam el 1934, a Moscou el 1935 i a Espanya el 1936, que alimentarien la seva reflexió sobre els valors humanistes que desenvolupa en Terra dels homes, publicat el 1939.
El 1939, és mobilitzat en l'exèrcit de l'aire i enquadrat en una esquadrilla de reconeixement aeri. Amb l'armistici, va deixar França per anar a Nova York amb l'objectiu de fer entrar els nord-americans a la guerra, i esdevingué una de les veus de la resistència francesa. Somiant entrar en acció, s'hi va unir a la primavera del 1944, primer a Sardenya i després a Còrsega, dins d'una unitat encarregada dels reconeixements fotogràfics per preparar el desembarcament de Provença. Va desaparèixer en una missió el 31 de juliol de 1944. El seu avió no va ser trobat fins al 2004.
El petit príncep, escrit a Nova York durant la guerra, va ser publicat amb les seves pròpies aquarel·les el 1943 a Nova York i el 1945 a França. Aquest conte ple d'encant i d'humanitat va convertir-se ràpidament en un èxit mundial.

## Biografia

### Joventut i formació
Fill del vescomte Jean de Saint-Exupéry, inspector d'assegurances, i de Marie Boyer de Fonscolombe, Saint-Exupéry va néixer el 1900 a Lió en una família procedent de la noblesa francesa. Va compartir una infantesa feliç entre cinc germans i germanes, però el 1904 el seu pare va morir accidentalment atropellat per un tren, deixant Marie de Saint-Exupéry sola amb l'educació dels seus cinc fills: Marie-Madeleine, anomenada «Biche», Simone, anomenada «Monot», Antoine, conegut com a «Tonio», François i Gabrielle, anomenada «Didi».
Fins a l'edat de deu anys, va passar la seva infantesa entre el castell de la Môle al departament de Var, propietat de la seva àvia materna, i el castell de Saint-Maurice-de-Rémens a l'Ain, propietat d'una de les seves ties. Al final de l'estiu de 1909, la seva família s'instal·là a Le Mans, regió d'origen del seu pare. Antoine va entrar al col·legi Notre-Dame de Sainte-Croix el 7 d'octubre de 1909.
El 1912, va passar les vacances a Saint-Maurice-de-Rémens, on queda fascinat pel nou aeròdrom d'Ambérieu-en-Bugey, situat a alguns quilòmetres a l'est. S'hi acostava amb bicicleta i es quedava hores parlant amb els mecànics sobre el funcionament dels avions. Un dia, es va adreçar al pilot Gabriel Salvez dient-li que la seva mare l'havia autoritzat a efectuar el seu bateig de l'aire, cosa que va aconseguir amb un Bertaud-Wroblewski, avió fabricat a Villeurbanne per l'industrial lionès Berthaud sobre plànols de Pierre i Gabriel Wroblewski. Va ser el jove Gabriel Wroblewski qui va pilotar l'avió. Va escriure un poema testimoniant la seva nova passió pels avions: 
| « | Les ales tremolaven sota la brisa de la tarda El motor del seu cant gronxava l'ànima adormida El sol s'apropava al seu color pàl·lid. | » |

Saint-Exupéry va passar gairebé tota la seva infantesa al castell familiar, envoltat dels seus germans i germanes.
Quan la Primera Guerra Mundial va esclatar, Marie de Saint-Exupéry és nomenada infermera en cap de l'hospital militar d'Ambérieu-en-Bugey a l'Ain. Gràcies al seu treball pot portar els seus fills al seu costat. Els seus dos fills, Antoine i François, ingressen com a interns al col·legi jesuïta de Notre-Dame de Mongré, a Villefranche-sur-Saône. El jove Antoine es dedicava a l'escriptura amb intensitat i, tot i que els seus estudis eren mediocres, va guanyar el premi de narració del liceu per una de les seves redaccions.
Al retorn escolar de 1915, Marie de Saint-Exupéry va decidir que els seus fills no es trobaven a gust a l'escola dels germans jesuïtes de Mongré. Preocupada per protegir els seus fills i per donar-los una educació que els permetés desenvolupar els seus dons, va optar per inscriure'ls als germans marianistes del col·legi francès de Vil·la Saint-Jean a Friburg, a Suïssa. En estreta relació amb el col·legi Stanislas de París, aquest col·legi havia desenvolupat un mètode d'educació moderna que els permetia exercir la seva creativitat. Antoine hi trobà Louis de Bonnevie, la família del qual era veïna i amiga de la seva a Lió. Va sintonitzar bé amb ell així com amb Marc Sabran i Charles Sallès, resultant en una amistat profunda i durable.
El 1917, obté el batxillerat malgrat uns resultats escolars poc brillants. L'alumne Saint-Exupéry es trobava més còmode amb les matèries científiques que amb les literàries. En el transcurs de l'estiu, víctima de reumatismes articulars, François, el germà segon d'Antoine, company de jocs i confident, va morir d'una pericarditis. Entristit per la mort del seu germà, sembla que aquest esdeveniment va marcar el pas d'adolescent a adult de Saint-Exupéry.
El 1919, suspèn el concurs de l'Escola naval (els seus resultats en les branques científiques va ser molt bons, però els de les branques literàries insuficients) i es va inscriure com a oient lliure a la secció d'arquitectura a l'École Nationale Supérieure des Beaux-Arts. La seva mare l'ajuda com pot, malgrat les seves preocupacions econòmiques. Antoine es va beneficiar de l'hospitalitat de la seva cosina Yvonne de Lestrange i va acceptar diversos petits treballs: amb el seu amic Henry de Ségogne va fer de figurant durant diverses setmanes a Quo Vadis, una òpera de Jean Noguès. El 1918, havia conegut a Louise de Vilmorin, que li va inspirar poemes romàntics.
| « | Em recordo de tu com d'una llar clara Prop de qui he viscut hores, sense dir res Semblant als vells caçadors cansats del gran aire Que atien mentre que el seu gos blanc respira. À mon amie | » |

Tanmateix, durant aquest període, la seva intensa activitat poètica li va inspirar poemes més aviat melancòlics, sonets i successions de quartetes (Veillée, 1921) demostrant que vivia un període difícil, ja que es troba va sense projecte de vida i sense perspectiva de futur. Alguns dels seus poemes varen ser cal·ligrafiats i il·luminats amb dibuixos en tinta xinesa. Va regalar dos dels seus quaderns de poesia al seu amic Jean Doat.

### A l'aviació

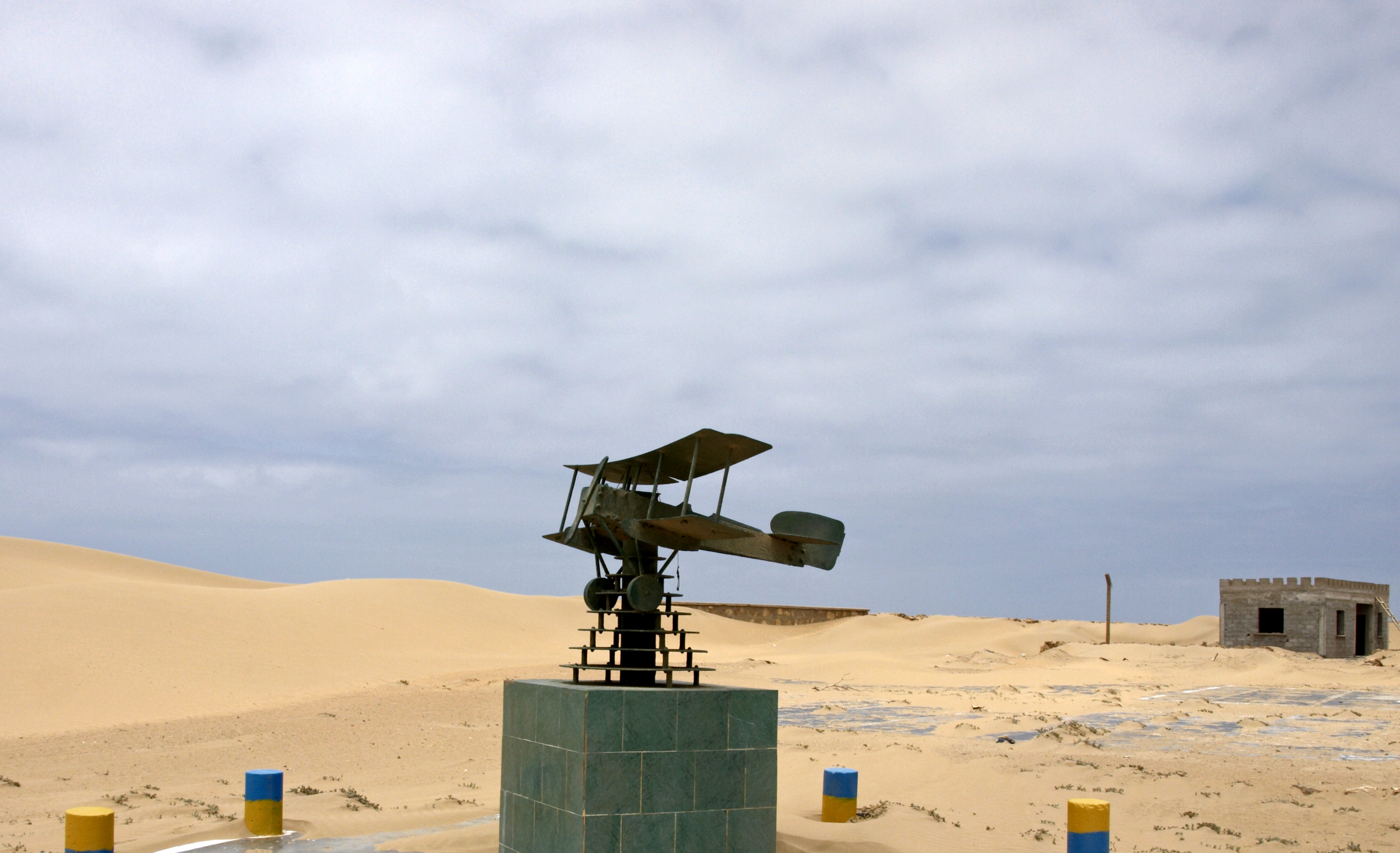
Monument commemoratiu a Tarfaya, escala de l'Aeropostal

L'abril de 1921, va fer el seu servei militar com a mecànic al 2n regiment d'aviació d'Estrasburg. Pren cursos de pilotatge pel seu compte, però a finals de juliol, sol als comandaments del seu avió-escola, aterra amb precisió mentre l'aparell està en flames. Aquest greu incident permet revelar la seva sang freda i la seva perícia. No obstant això, deixa el record d'un aviador de vegades distret, oblidant sovint de recollir el seu tren d'aterratge, així com de connectar els seus instruments de vol, perdent-se en la immensitat del cel. El sobrenom de «Pique la Lune » li varen posar, no només pel seu nas com una trompeta sinó també per una certa tendència a replegar-se al seu món interior. L'abril de 1922, en el marc de la seva formació en els EOR, va seguir cursos d'entrenament a Avord, que deixarà per anar a la regió parisenca amb el grau de sotstinent. A començament d'agost, es va incorporar al 37è regiment d'aviació a Casablanca, on va obtenir la seva llicència civil. En el seu temps lliure, va realitzar esbossos dels seus amics de residència al carbó i en tinta turquesa. Els seus dibuixos es varen reagrupats al seu quadern Els amics.
El gener de 1922, va estar a Istre com a alumne oficial de la reserva. Es va incorporar com pilot militar i promocionat a caporal. L'octubre, esdevé sotstinent de la reserva i escull la seva assignació al 34è regiment d'aviació, a Le Bourget. La primavera de 1923, va tenir el seu primer accident d'avió a Le Bourget i es fractura el crani. Després d'aquest greu accident, és desmobilitzat. No obstant això, encara planejava entrar a la força aèria, i hi comptava amb el suport del general Barès. Però la família de Louise de Vilmorin, la seva promesa, s'hi oposava. Començava per a ell un llarg període d'avorriment: es trobava en un despatx com a controlador de fabricació a l'oficina de Tuilerie, una filial de la Societat general d'Empresa. El setembre, es produeix la ruptura de les relacions amb Louise.
El 1924, Saint-Exupéry va treballar a l'Alier i la Creuse com a representant de la fàbrica Saurer que fabricava camions (no en vendrà més que un sol en un any i mig). Es va cansar i presenta la seva dimissió. El 1924, va començar una obra en prosa, Manon, ballarina. El 1925, el seu poema titulat La Lluna mostra una inspiració estrafolària. També escriu l'obra poètica L'adeu.
A finals de 1926, és contractat per Didier Daurat, director d'explotació de les línies de la companyia Latécoère (Lignes Aériennes Latécoère, futura Aéropostale) i va arribar a l'aeroport de Toulouse-Montaudran per a transportar correu via aèria entre Tolosa de Llenguadoc i Casablanca. Va redactar llavors el seu primer llibre, L'Aviador, que publicaria a la revista d'Adrienne Monnier, El Vaixell d'Argent, on treballa el seu amic Jean Prévost. A Tolosa de Llenguadoc, coneix a Jean Mermoz i Henri Guillaumet. Al cap de dos mesos, li encarreguen el seu primer viatge de correu a Alacant.

A finals de 1927, va ser nomenat director de l'aeròdrom de Cap Juby a la costa de Río de Oro, al Marroc amb la missió de millorar les relacions de la companyia amb les hostils tribus berbers d'una part i amb els espanyols d'altra banda. Hi descobrirà l'ardent solitud del desert. Després d'un aterratge forçat, va trobar una comunitat de monjos trapencs; va relatar aquesta experiència en Terra d'Homes: 
| « | El vent, la sorra i les estrelles. La vida austera dels trapencs. Però sobre aquesta taca mal il·luminada, sis o set homes, que no posseïen res al món tret dels seus records, compartien una invisible riquesa | » |

 El 1929 va publicar, amb Gallimard, la seva primera novel·la, Correu Sud, on contava la seva vida i les seves emocions de pilot.
El setembre de 1929, es va unir a Mermoz i Guillaumet a Amèrica del Sud per contribuir al desenvolupament de l'Aéropostale fins a la Patagònia. El 1930, va fer servir la biblioteca del seu amic Paul Dony per escriure-hi diversos sonets inspirats en altres poetes però que són autèntics exercicis de virtuositat poètica. El 1931, va publicar la seva segona novel·la, Vol de Nit, un immens èxit, en el qual evocava els seus anys a l'Argentina i el desenvolupament de les línies cap a Patagònia. El 1931, es va casar a Agay amb Consuelo Suncin Sandoval de Gómez (morta el 1979), escriptora i artista salvadorenca, originària de la ciutat d'Armènia, en el departament de Sonsonate. Consuelo va ser model per a la "rosa temperamental" en El Petit Príncep.
A partir de 1932, mentre que la companyia, minada per la política, no sobreviu la seva integració en Air France, subsisteix amb dificultat, dedicant-se a l'escriptura i al periodisme. Saint-Exupéry va continuar sent pilot de proves i pilot de curses al mateix temps que es feia periodista de grans reportatges.

Com a reporter per a Paris-Soir, va viatjar a Vietnam el 1934 i a Moscou el 1935. El desembre de 1935, prova un raid París-Saïgon, però es veu obligat a aterrar accidentalment el seu avió, un Caudron Simoun, al desert de Líbia a Egipte. Va marxar a Espanya el 1936. De tots aquests viatges, va anar acumulant una molt important suma de records, d'emocions i d'experiències, que li servirien per a alimentar la seva reflexió sobre el sentit de la condició humana. La seva reflexió el va portar a escriure Terra d'Homes, que es va publicar el 1939. L'obra és recompensada amb el premi de l'Académie française. És en aquesta novel·la on es troba la cèlebre frase pronunciada per Henri Guillaumet després del seu accident als Andes: 
| « | El que he fet, et juro, que mai cap animal no ho hauria fet | » |

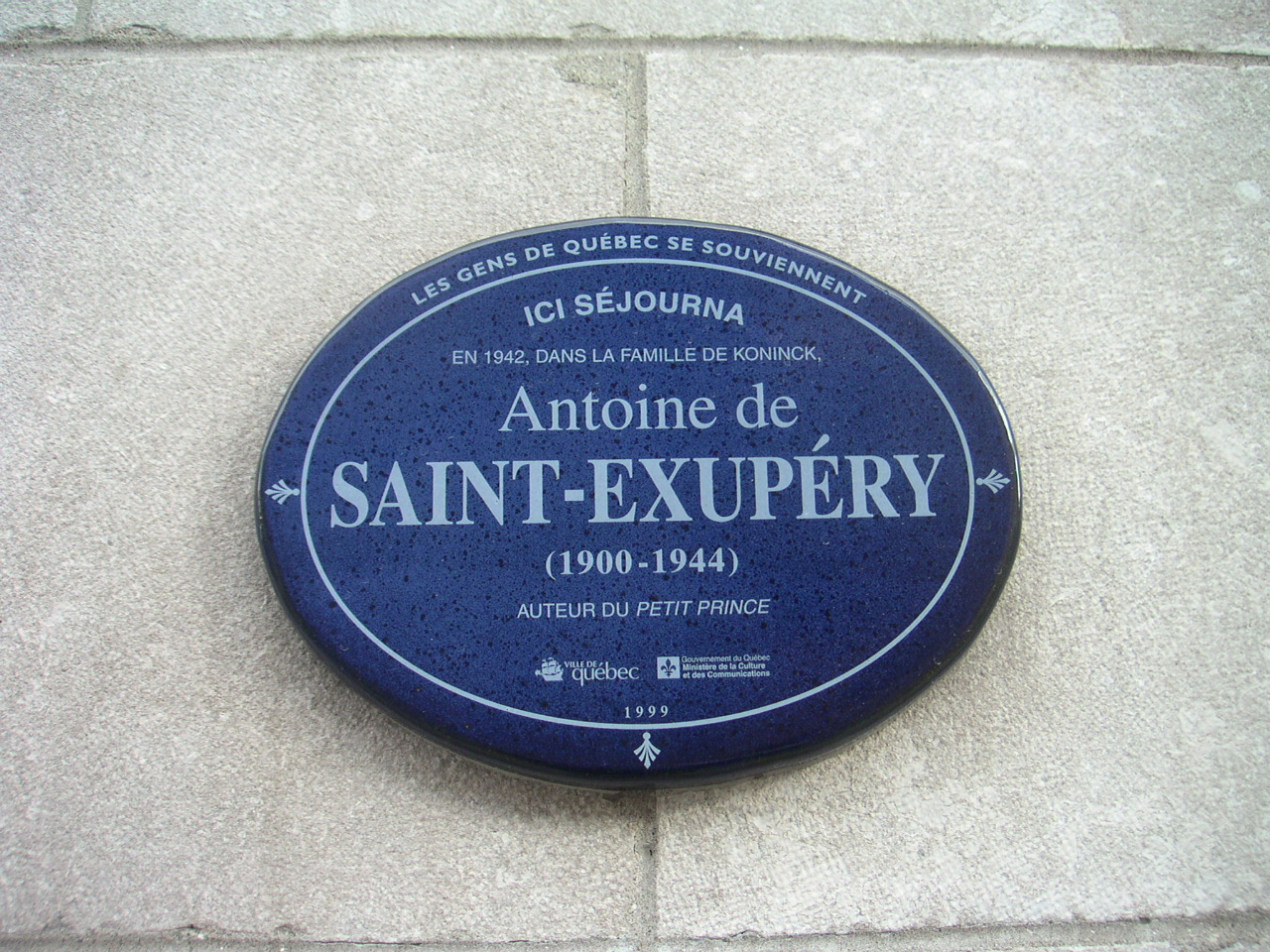
Placa commemorativa sobre la casa on Saint-Exupéry va residir a Quebec

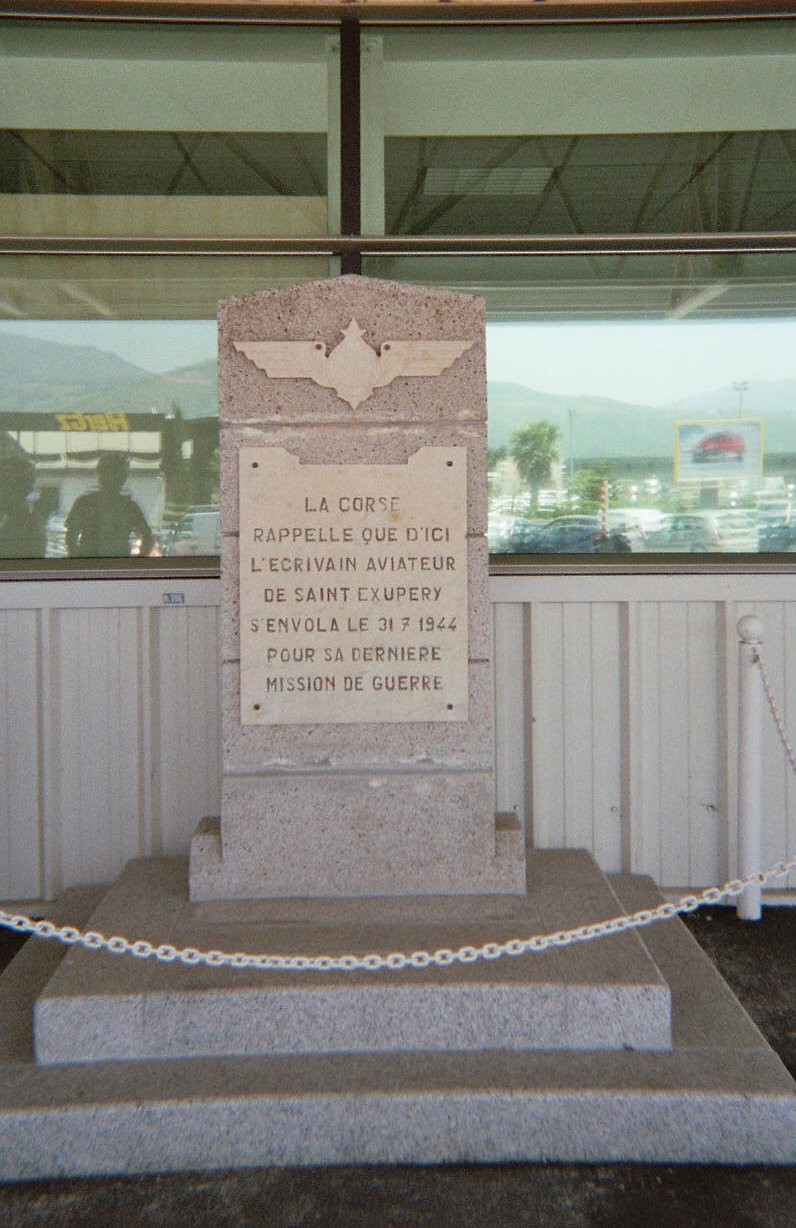
Estela commemorativa a l'aeroport de Bastia

.

### Guerra de 1939-1945
El 1939, és mobilitzat en l'exèrcit de l'aire i enquadrat en una esquadrilla de reconeixement aeri. El 23 de maig 1940, va sobrevolar Arràs mentre els panzers alemanys envaïen la ciutat. Amb l'armistici, se'n va de França cap a Nova York amb l'objectiu de fer entrar en guerra els nord-americans. Catalogat com a petainiste per uns i gaullista pels altres, li costava fer sentir la seva veu. Com la immensa majoria dels francesos, era, d'entrada, més favorable al Govern de Vichy, que li semblava representar la continuïtat de l'estat, i era per tant més aviat desconfiat envers el General de Gaulle. De fet, va intentar reconciliar les faccions oposades; en el moment de la seva crida radiofònica del 29 de novembre de 1942 des de Nova York: 
| « | Francesos, reconciliem-nos per servir | » |

, però va ser incomprès, ja que era massa tard i era un moment d'afrontament general. Tanmateix, segons els arxius americans recentment oberts, semblaria que els serveis secrets americans haurien considerat situar-lo en comptes del general de Gaulle.
El maig de 1942, es va instal·lar al Canadà amb la família De Koninck, carrer Sainte-Geneviève, en l'antic Quebec. Tot i que el seu sojorn havia de durar uns dies, va passar finalment prop de cinc setmanes al Quebec a causa de problemes de visat. Però no pensava més que a entrar en acció, considerant, com va ser el cas amb l'Aeropostal, que sols els que participen en els esdeveniments són legítims per testimoniar-ho. L'abril de 1943, bé que considerat pels aliats com un pilot mediocre, incapaç de pilotar un avió de combat modern, va reprendre el servei actiu a l'aviació a Tunísia gràcies a les seves relacions i a les pressions del comandament francès. Relegat del combat, va efectuar algunes missions de reconeixement, però va ser víctima de diversos incidents que el fan posar «a la reserva del comandament», per la seva edat, el seu mal estat de salut general, i els seus accidents precedents. Es va quedar llavors a Algèria, al Marroc, després a Algèria de nou, ona  la primavera de 1944 va obtenir l'autorització del comandant en cap de les forces aèries a la Mediterrània, el general americà Eaker, d'incorporar-se al prestigiós grup 2/33 basat a L'Alguer, a Sardenya. Va efectuar diversos vols, plens d'avaries i d'incidents. El 17 de juliol de 1944, el 2/33 es va instal·lar a Borgo, no lluny de Bastia, a Còrsega. Va ser des de l'aeroport veí de Poretta d'on es va enlairar als comandaments del seu F-5B-1-LO, una versió del bimotor P-38 Lightning, el 31 de juliol a les 8 h 25 del matí, cap a una missió cartogràfica (sobre la Vall del Roine, cap a Annecy, i tornada per la Provença: uns reconeixements fotogràfics per tal de traçar mapes precisos del país, molt útils per a l'immediat desembarcament de Provença, previst per al 15 d'agost. Estava sol a bord, el seu avió no estava armat i portava el carburant per a sis hores de vol. A les 8 h 30 es va rebre l'últim eco radar. El seu avió es va estavellar a algunes milles de les costes de Provença. Va ser impossible efectuar investigacions sobre el terreny en temps de guerra. «Saint-Ex» fou oficialment donat per desaparegut. La seva memòria va ser celebrada solemnement a Estrasburg el 31 de juliol de 1945. El 1948, va ser reconegut com a «Mort per França».

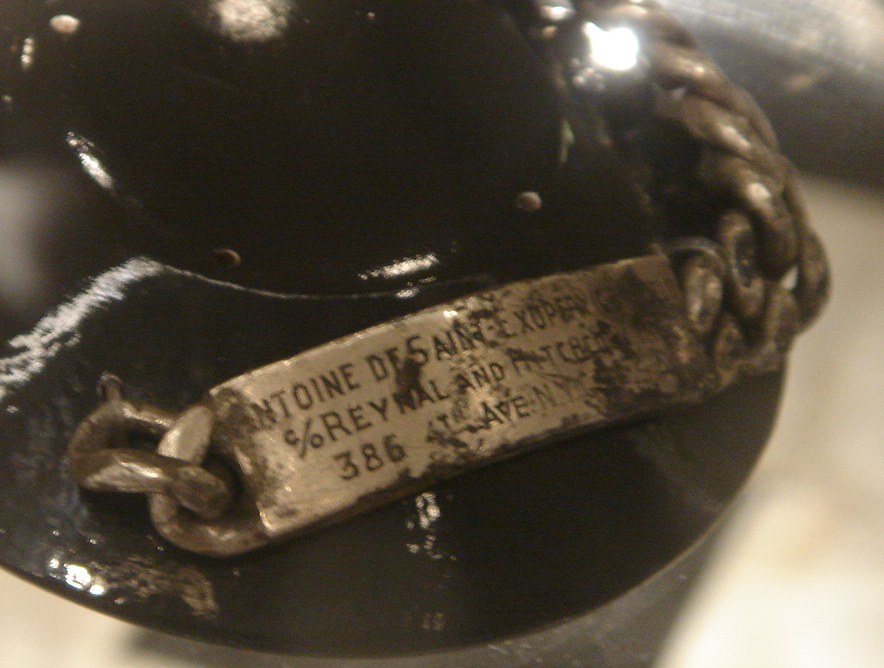
Braçalet de Saint-Exupéry trobat el 1998

### El misteri de la seva mort
A l'edat de 43 anys estava a punt d'abandonar l'aviació, però la seva aeronau de reconeixement, un Lockheed P-38 Lightning (conegut també com a F-5), es va estavellar al Mediterrani, en la seva última missió.
El 12 de març de 1950, al "Diari oficial de la República Francesa", apareix citat el comandant Antoine de Saint-Exupéry a l'ordre
 de l'exèrcit aeri a títol pòstum, per «haver provat, el 1940 com el 1943, la seva passió de servir i la seva fe en el destí de la pàtria», i «per trobar una mort gloriosa, el 31 de juliol de 1944, de tornada d'una llunyana missió de reconeixement sobre el seu país ocupat per l'enemic».
Si la seva mort ja no era un dubte, restava per dilucidar-ne les circumstàncies. El 1950, un pastor d'Aquisgrà, antic oficial d'informacions a la Luftwaffe, testimonià haver observat, el 31 de juliol de 1944, que un P-38 Lightning havia estat abatut a la Mediterrània per un Focke-Wulf alemany. Posteriorment, el 1972, sorgiria el testimoni pòstum d'un jove oficial alemany, l'aspirant Robert Heichele, qui hauria fet foc sobre el Lightning des del seu aparell, un Focke-Wulf Fw 190, cap a migdia, sobre la ciutat de Castelana. Però Heichele també va ser abatut l'agost de 1944. Als anys 1990, un nou testimoni va sorgir amb relació a un habitant de Carqueirana que hauria vist aquell dia el Lightning essent abatut. El mar hauria deixat el cos d'un soldat sobre la platja, el qual va ser enterrat anònimament al cementiri del municipi. Per poder determinar si es tractava del cos de Saint-Exupéry calia exhumar el cos i procedir a fer una anàlisi d'ADN dels seus familiars, els quals es mostraven oposats. Cada cop aquestes «revelacions» generaven més interès entre els especialistes i entre el gran públic, pel «misteri Saint-Ex». Hi va haver fins i tot un admirador alsacià que va intentar provar que l'escriptor aviador no havia desaparegut a la Mediterrània, sinó que el seu aparell s'havia estimbat als Alps. Finalment, el 2000, uns trossos del seu aparell, el tren d'aterratge, un tros d'hèlice, elements de la carlinga i sobretot del xassís, van ser trobats pel Departament d'Investigacions Arqueològiques Submarines a la Mediterrània a l'altura de Marsella. El 7 de setembre de 1998, un pescador ja havia trobat el seu braçalet que estava gravat amb els noms de la seva esposa i els seus editors, Reynal & Hitchcock, prop de l'illa de Riou. Pujats a la superfície el setembre 2003, van ser formalment identificats el 7 d'abril de 2004 gràcies al seu número de sèrie. Les restes del Lightning estan exposades al Museu de l'Aire i de l'Espai de le Bourget, en un espai consagrat a l'escriptor aviador.
Però res no permetia una conclusió definitiva sobre les circumstàncies de la seva mort, malgrat la simulació informàtica de l'accident - a partir de les deformacions de l'habitacle - que mostrava un picat gairebé vertical i a gran velocitat contra l'aigua. Es podia tractar d'una avaria tècnica, d'un malestar del pilot o, com alguns van especular amb gran escàndol dels seus parents, la hipòtesi del suïcidi d'un Saint-Exupéry disminuït físicament i desesperat pel món que veia anunciar-se, una tesi reafirmada per alguns dels seus últims escrits, amb un to francament pessimista, per exemple les últimes línies d'una carta adreçada a Pierre Dalloz, escrita la vigília de la seva mort: «Si em degraden no lamentaré absolutament res. El termiter futur m'espanta. I odio la seva cohort de robots. Jo no estic fet per ser jardiner. »
El març de 2008, un antic pilot d'un Messerschmitt Bf 109 de la Luftwaffe, Horst Rippert (nascut el 1922), afirmava al diari La Provence haver abatut un avió de tipus P-38 lightning el 31 de juliol de 1944 a la zona on es trobava Saint-Exupéry. En una missió per trobar un avió enemic que sobrevolava la regió d'Annecy, Horst Rippert va sobrevolar diversos minuts sobre el Mediterrani sense localitzar res. De sobte, un avió aliat es va creuar, a 3.000 metres per sota d'ell. Horst Rippert li va disparar i el va tocar, incendiant-se l'avió que va caure en picat a la Mediterrània. «Si hagués sabut que era Saint-Exupéry, un dels meus autors preferits, no l'hauria abatut», va declarar Horst Rippert. Tesi qüestionada per moltes incoherències. Després de la guerra Horst Rippert va fer de periodista i va dirigir el servei d'esports de la ZDF.

## Obra
Si no és del tot autobiogràfica, la seva obra està àmpliament inspirada en la seva vida de pilot aeropostal, exceptuant El petit príncep (1943) - sens dubte el seu èxit més popular amb més de 80 milions d'exemplars a tot el món - que és més aviat un conte poètic i filosòfic.
En va escriure altres obres, totes molt conegudes: Correu Sud (1929), Vol de nit (1931), Terra d'homes (1939), Pilot de guerra (1942), Carta a un ostatge (1944), Escrits de guerra (reunits el 1982), i Ciutadella (pòstum, 1948). Totes les seves novel·les contaven la història dels seus viatges convertint-los en ficció i creant fantasies.
L'aviador
Publicat el 1926. És el primer text editat de Sant Exupéry, sembla un fragment d'un conjunt més vast, i que servirà de material per a Correu Sud.
Correu Sud
Publicat el 1929. A través del personatge de Jacques Bernis, Saint-Ex conta la seva pròpia vida i les seves pròpies emocions de pilot. Louise de Vilmorin està representada en el personatge de "Geneviève".
Vol de nit
Publicat el desembre de 1931. Aquesta obra que arriba al despullament de la tragèdia, va ser prologada pel seu amic André Gide, i li va valer el Premi Femina i el va consagrar com a home de lletres. Aquesta obra va ser un immens èxit i ha conegut múltiples traduccions. La seva adaptació cinematogràfica va ser fins i tot venuda a Hollywood.
El personatge principal, Rivière, està inspirat en el seu cap Didier Daurat. Dona vida a un cap que sap empènyer els seus homes al màxim d'ells mateixos per a la realització de la seva missió: el correu ha d'arribar a qualsevol preu, la missió supera en valor la vida humana. Els valors que la novel·la vehicula són: primacia de la missió, importància del deure i responsabilitat de la tasca a complir fins al sacrifici.
Terra d'homes
Publicat el desembre de 1939, obtingué el Gran premi de novel·la de l'Acadèmia Francesa. És una successió de relats, de testimonis i de meditacions a partir de la suma d'experiències, d'emocions i de records que va acumular en els seus nombrosos viatges. És també un homenatge a l'amistat i als seus amics Mermoz i Guillaumet i més àmpliament una visió romàntica sobre la noblesa de l'humanisme.
Pilot de guerra
Publicat el 1942.
Carta a un ostatge
Publicat el 1944.
El petit príncep
Publicat el 1943 a Nova York i el 1945 a França, escrit a Eaton's Neck (Northport, Estats Units). Per raons tècniques, les «aquarel·les de l'autor» reproduïdes a les versions franceses posteriors no eren més que reproduccions de l'edició americana, el que comporta una pèrdua de qualitat sensible. A més, certs dibuixos havien tingut petits canvis. L'edició Foli apareguda recentment sembla tenir les il·lustracions de l'edició original, de millor qualitat tècnica i artística malgrat un format més reduït (les tècniques d'impressió també recullen les millores tècniques des de 1943). Un asteroide (#2578) va ser atorgat el nom de Saint-Exupéry el 1975 en honor del seu reconeixement mundial.
Ciutadella
Publicat el 1948. Començada el 1936, aquesta obra no va ser acabada per Saint-Exupéry. Publicada en una primera versió el 1948 a partir d'un text mecanografiat que no representa íntegrament el pensament de l'autor. La totalitat dels manuscrits va ser posada a disposició dels editors el 1958 i va permetre exposar millor les seves intencions. «Ciutadella no és una obra acabada. Segons la idea de l'autor hauria de regirar-se i revisar-se seguint un pla rigorós que, en l'estat actual, és difícil d'assolir. L'autor va reprendre sovint els mateixos temes, o bé per esprémer-los amb més precisió, o bé per il·luminar-los amb alguna de les seves imatges de les quals s'han emportat el secret» (Simone de Sant Exupéry).
Cartes de joventut (1923- 1931)
Publicat el 1953. Nova edició el 1976 sota el títol Cartes de joventut a l'amiga inventada.
Carnets
Publicat el 1953. Edició integral el 1975. Conjunt de notes endreçades de 1935 a 1940 sobre una agenda i cinc carnets. Molt eclèctic, reflecteix els interessos i curiositats de l'escriptor per les ciències, la religió, la literatura i dona lloc a reflexions i a aforismes pertinents.
Cartes a la seva mare
Publicat el 1955. Recull de la correspondència de Sant Exupéry amb la seva mare cobrint el període 1910 - 1944.
Escrits de guerra (1939- 1944)
Publicat el 1982. Aquest recull pòstum és prologat per Raymond Aron.
Manon, ballarina
Publicat el 2007. Novel·la curta acabada el 1925. És la història d'amor entre una «gallina», Manon ("gallina" és la traducció literal de "poule" que significa "dona de vida fàcil"), i un home de quaranta anys «greu» trist, qui busca un sentit a la seva vida. Des de la seva trobada, neix entre ells una relació amorosa, l'home protegint tendrament la seva «pobra petita noia», que creu una ballarina. Fan l'amor sense passió. Se'n van de viatge amb cotxe. Però s'assabenta un dia per tres dels seus clients que Manon és de fet una prostituta. Trenquen i després es tornen a veure. Manon es llança sota les rodes d'un camió i no arriba a morir. Es queda coixa.
Escrits circumstancials
- «La pau o la guerra» (1938 per a Paris-Soir)
- «Moscou» (1935 per a Paris-Soir)
- «L'Espanya ensagnada» (agost 1936 per a L'intransigent)
- «El vol trencat. Presó de sorra» (gener-febrer 1936 per a L'intransigent)
- «Madrid» (juliol 1937 per a Paris-Soir)

### Literatura dramàtica
- Montalbán Kroebel, Pedro. L'Últim Vol [Premi Teatre Badalona 2007].  Barcelona: AADPC, En el volum col·lectiu Dramatúrgies Breus, 2008. ISBN 978-84-89826-63-2.[16]

### Novel·la biogràfica
- Iturbe, Antonio. A cel obert.  Barcelona: Booket, 2017.[17]